# 桜谷町 (西宮市)
座標: 北緯34度44分44.177秒 東経135度20分13.171秒 / 北緯34.74560472度 東経135.33699194度

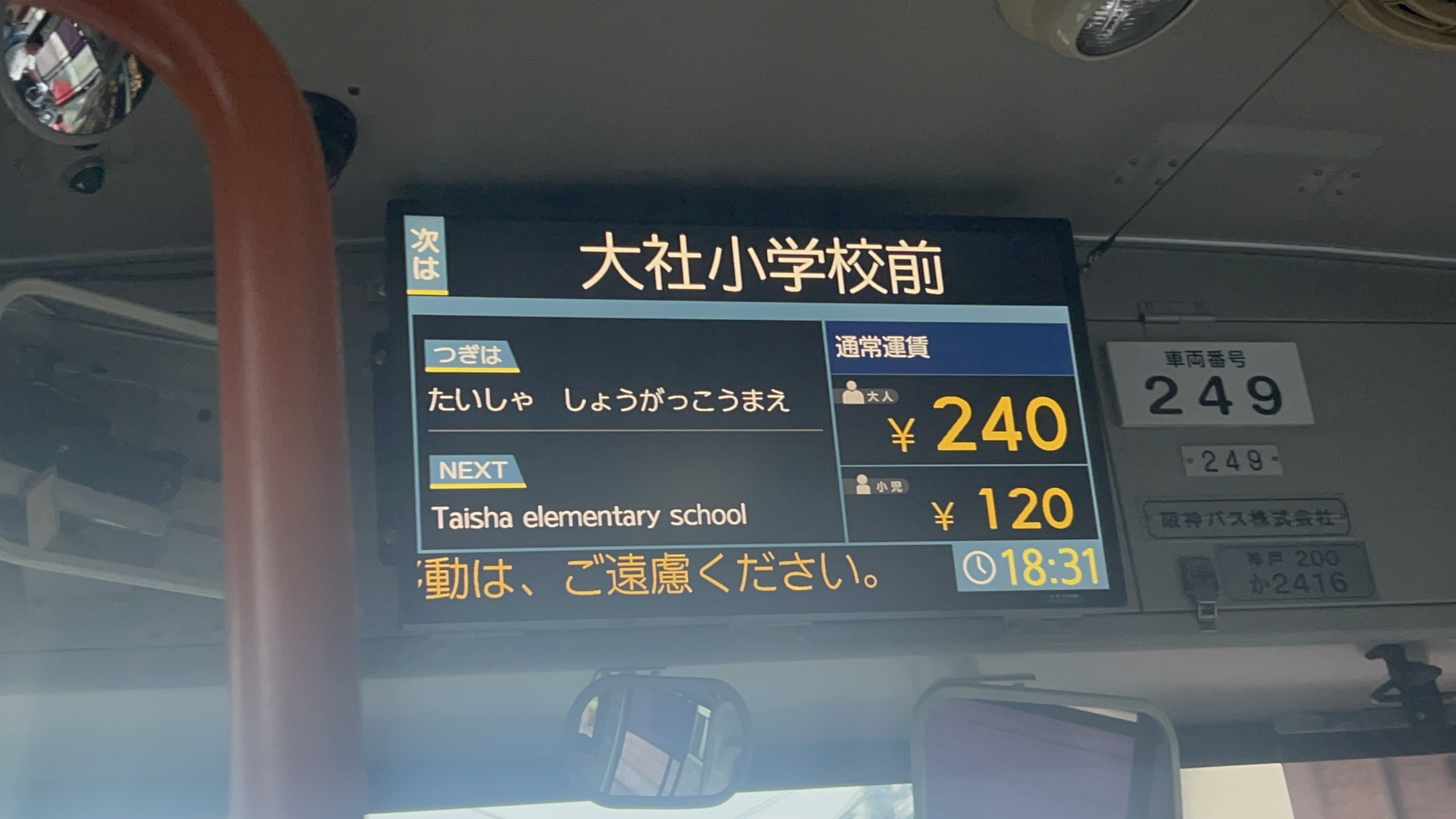
阪神バス大社小学校前停留所案内

桜谷町（さくらだにちょう）は、兵庫県西宮市にある町丁。郵便番号は662-0032。

## 地理
東は越水町、西は満池谷町、南は清水町、北は城山と隣接している。

## 交通

### 鉄道
鉄道は走っていない。

### バス
| 路線名     | 業者     | 起点   | 町内の停留所                 | 終点   |
| ---------- | -------- | ------ | ---------------------------- | ------ |
| 西宮山手線 | 阪神バス | (環状) | (城山)-大社小学校前-(西田町) | (環状) |
| 鷲林寺線   | 阪神バス | (環状) | (城山)-大社小学校前-(西田町) | (環状) |

## 校区
出典:
| 区域 | 小学校     | 中学校     |
| ---- | ---------- | ---------- |
| 全域 | 大社小学校 | 大社中学校 |

## 施設
- 大社小学校
- 越水城跡
- ファミリーマート 西宮桜谷店